# Les neuf jours
Les neuf jours (hébreu : תשעת הימים tish'at hayamim) sont les neuf premiers jours du mois d’av, y compris sa néoménie. 
Comme les deux Temples de Jérusalem ont, selon la tradition, été détruits au neuvième jour de ce mois, un strict niveau de deuil est observé, en particulier chez les juifs ashkénazes.  Outre les interdictions en vigueur depuis le 17 tammouz, viande et vin sont définitivement interdits, les draps et habits ne sont pas lavés et, de façon générale, tout est fait pour alourdir les cœurs en vue du 9 av.

## Les neuf jours dans les sources juives
Si le 9 (ou le 10) av trouve sa source scripturaire dans une prophétie de Zacharie pour les temps messianiques, c'est la Mishna qui stipule de diminuer les manifestations de joie dès « l'entrée » du mois d’av ; elle interdit de se couper les cheveux et de laver sa lessive pendant la semaine au cours de laquelle tombe le 9 av et prescrit de s'abstenir, lors du dernier repas avant ce jeûne de viande, de vin (ou, selon une autre opinion non retenue, d'en diminuer la consommation par rapport à ses habitudes) et de deux plats cuisinés'. 
Le mois d’av est présenté en termes opposés à ceux du mois d’adar : il est demandé de ne pas bâtir des lieux de plaisance (comme une maison pour un jeune couple, un théâtre, etc. et des travaux d'embellissement en général), d'éviter les achats procurant satisfaction (comme celui de meubles neufs) et d'ajourner tout procès avec un non-Juif pendant tout le mois d’av ou d'attendre au moins le lendemain du 9 av, car la période est défavorable,.
Les neuf jours ne sont cependant pas considérés comme une période de mortification et de châtiment mais comme une opportunité pour pleurer la destruction et tisser un lien plus étroit avec Dieu. D'autre part, selon le Talmud, « qui pleure la destruction de Jérusalem mérite de se réjouir de sa reconstruction » ; la période devient donc, paradoxalement, un temps d'espoir et d'anticipation.

## Observance des neuf jours

### Coutumes de deuil
Selon une coutume largement répandue, on s'abstient de viande, de volaille et de vin dès l'entrée du mois d’av (certains le font déjà depuis le 17 tammouz) ou, au plus tard, la semaine où tombe le jour du 9 av (le jour du Chabat formant de facto une coupure dans le deuil), jusqu'après le jeûne  voire, pour certains, jusqu'au 10 av à midi. Cette restriction s'étend aux plats cuisinés dans un ustensile utilisé pour la cuisson de la viande ou qui contient des restes de graisse ; la volaille est autorisée pour les personnes supportant mal les laitages et la viande pour les personnes faibles, malades ou les femmes ayant accouché (certaines s'abstiennent néanmoins de viande à partir du 7 av, en souvenir de la profanation du Temple par des idolâtres en ce jour). Viande et vin sont également autorisés pour la tenue d'une seoudat mitzva, banquet tenu en l'honneur d'une circoncision, d'un rachat du premier-né ou de la complétion d'une étude talmudique ; encore existe-t-il certaines limitations quant au nombre d'invités, au repas la nuit précédant la circoncision, etc. Chez les ashkénazes (mais non chez les hassidim), on préfère donner, à l'issue de chabbat, le vin de la havdala à un jeune enfant s'il s'en trouve un. Dans la même idée, on préfèrera plutôt utiliser une autre boisson comme la bière pour la havdala.
Il est de même interdit de lessiver les vêtements (il est permis, bien qu'à éviter, de le faire pour un non-Juif) et d'en porter des propres, même s'ils avaient été lavés auparavant. Des vêtements de lin blanc sont autorisés pour le chabbat et pour les femmes qui doivent vérifier la fin de leurs menstrues ; il est aussi permis de laver les couches des enfants car ils se salissent constamment (en tous les cas, on évite de le faire de manière visible et de laver beaucoup de vêtements à la fois). Il est aussi interdit de confectionner des nouveaux vêtements, sauf par un artisan non-juif en cas d'urgence (comme un mariage à célébrer aussitôt après le 9 av), après le 1er av. En revanche, selon les ashkénazes, il y a lieu de se montrer indulgent si la confection a été commencée avant le 1er av, même par un artisan juif. Certaines femmes s'interdisent le tissage car le cheti (chaîne de tissu) leur rappelle l’even chtiya (pierre d'assise) du Temple, disparue avec lui.
Les bains de confort sont interdits pendant les neuf jours, même à l'eau froide (les bains pour raison de santé demeurent permis, même à l'eau chaude, ainsi que les bains rituels). Si les neuf jours comptent deux chabbatot, il est permis de se baigner, même à l'eau chaude, le premier chabbat ; lors du shabbat hazon (nom du chabbat qui a lieu avant le 9 av), c'est interdit.
L'observance de ces coutumes est éminemment variable parmi les communautés juives : si les Juifs de Géorgie manifestent la même austérité que les ashkénazes, la majorité des séfarades (en dehors des Juifs de Djerba et de certaines communautés du Maroc) n'appliquent ces marques de deuil supplémentaires qu'à partir du dimanche de la semaine précédant le 9 av (voire pas du tout lorsque celui-ci a lieu un dimanche) et une partie des Juifs du Yémen ne s'interdisent la viande et le vin qu'au cours du dernier repas de la veille du 9 av.
Les communautés n'observant pas les coutumes de deuil observent cependant, par décret rabbinique, certaines manifestations comme l'interdiction de se couper les cheveux et de laver des habits lors de la semaine pendant laquelle tombe le 9 av (hébreu : שבוע שחל בו תשעה באב shavoua shè'hal bo tisha bèav).

### Coutumes de complétion d'une étude talmudique
Plusieurs mouvements hassidiques ont pour coutume de compléter l'étude de traités talmudiques au cours des neuf jours (à l'exception des hassidim de Sanz qui n'en font plus après le 7 av, jour auquel fut profané le Temple).  
Cette coutume est souvent rattachée au nom de Menachem Mendel Schneerson, septième rebbe du hassidisme de Loubavitch, qui complètent une étude par jour. Elle est basée sur une lecture radicalement différente de la sentence « dès qu'entre av, on diminue en joie (memaatin besimkha) » : on diminue les tourments liés au Temple par la joie, pour autant que cette joie soit « autorisée par le Choulhan Aroukh » (pour ce faire, le mouvement Habad diffuse même des complétions de traités  radiophoniquement). Le Rebbe enseignait que cette coutume se perpétuerait même après la venue du Messie. 
Un autre motif a été fourni par le Rebbe Yitzchak Meir Alter, fondateur du hassidisme de Gour : ces complétions d'études permettent de susciter l'amour gratuit (ahavat hinam), alors que la haine gratuite (sin'at hinam est tenue responsable par la tradition de la destruction du Second Temple. C'est pour cette raison que les hassidim de Gour complétaient une étude chacun des neuf jours. A contrario, les hassidim de Belz n'en font qu'un au cours des neuf jours. 
Les hassidim de Tulna ne complétaient l'étude que des traités de la Mishna pour lesquels il n'y a pas de traité talmudique correspondant dans le Talmud de Babylone. Ceux de Boyan complétaient l'étude du traité Makkot, s'achevant sur la construction du Temple et la consolation de Rabbi Akiva (Akiva ni'hamtanan). La dynastie hassidique de Ruzhin, dont ils étaient issus complétaient leur étude le 5 av, anniversaire de décès d'Isaac Louria.
Le banquet célébrant ces complétions d'étude comprenait souvent mais pas nécessairement de la viande et du vin ; le Rav Sholom Dovber Schneersohn, cinquième Rebbe de Loubavitch, les évitait lors des banquets quotidiens. D'autre part, même dans les cas contraires, le comité se restreint à celui qui a complété l'étude, sa femme, ses enfants et quelques autres proches ; les autres consomment des nourritures lactées.
Certains mouvements complètent aussi leurs études le 9 av et les jours suivants; le septième Rebbe enseignant de continuer jusqu'au 15 av.